# 古广明
古广明（1959年1月31日—），中国广东省韶关人，他8岁开始踢球，16岁就入选了国家足球青年队，19岁成为了中国国家足球队队员。曾代表中国国家足球队参加过1982年西班牙与1986年墨西哥世界杯预选赛；1985年因右腿胫骨骨折退出国家队；1987年到1993年效力于德国达姆施塔特队；1987年7月22日，德乙第1轮，达姆施塔特客场2-0在击败萨尔布吕肯。古广明在效力德乙的第一个赛季的首场比赛便打进一球，他在第83分钟进球锁定了全场比分。那个赛季，古广明是队内仅有的两位外援之一（另一位是西班牙中场拉斐尔-桑切斯），他以主力中场的身份在32场联赛里打进6球。自加盟达姆斯塔特后，古广明继续打主力右边锋，并将主力位置保持了七年之久（1987年至1993年），直到1993年回国在国家队任助教。1995年任广州松日足球俱乐部总经理，1998年至今任古广明足球学校校长，2006年12月至2007年12月古广明出任广州医药队领队兼总教练。

## 外部連結
- 古广明足球网 （页面存档备份，存于）